# Cikoneng (Ciparay)
Cikoneng is een bestuurslaag in het regentschap Bandung van de provincie West-Java, Indonesië. Cikoneng telt 6257 inwoners (volkstelling 2010).